# Slovenský rozhlas
Slovenský rozhlas (SRo, en català: Ràdio eslovaca) va ser el servei de ràdio pública d'Eslovàquia. Les seves oficines centrals se situen a Bratislava, capital del país, en un edifici que s'assembla a una piràmide invertida. Les emissions regulars van començar el 2 d'octubre de 1926, quan Eslovàquia pertanyia a la llavors Txecoslovàquia.
Slovenský rozhlas també s'encarrega del Cor de nens de la Ràdio Eslovaca, fundat en 1953 i de l'Orquestra Simfònica de la Ràdio Eslovaca, fundat en 1929 com l'Orquestra Simfònica de la Ràdio Txecoslovaca.
Des del dia 1 de gener de 2011, la ràdio i televisió pública eslovaca funcionen dins del grup Rozhlas a televízia Slovenska.

## Canals

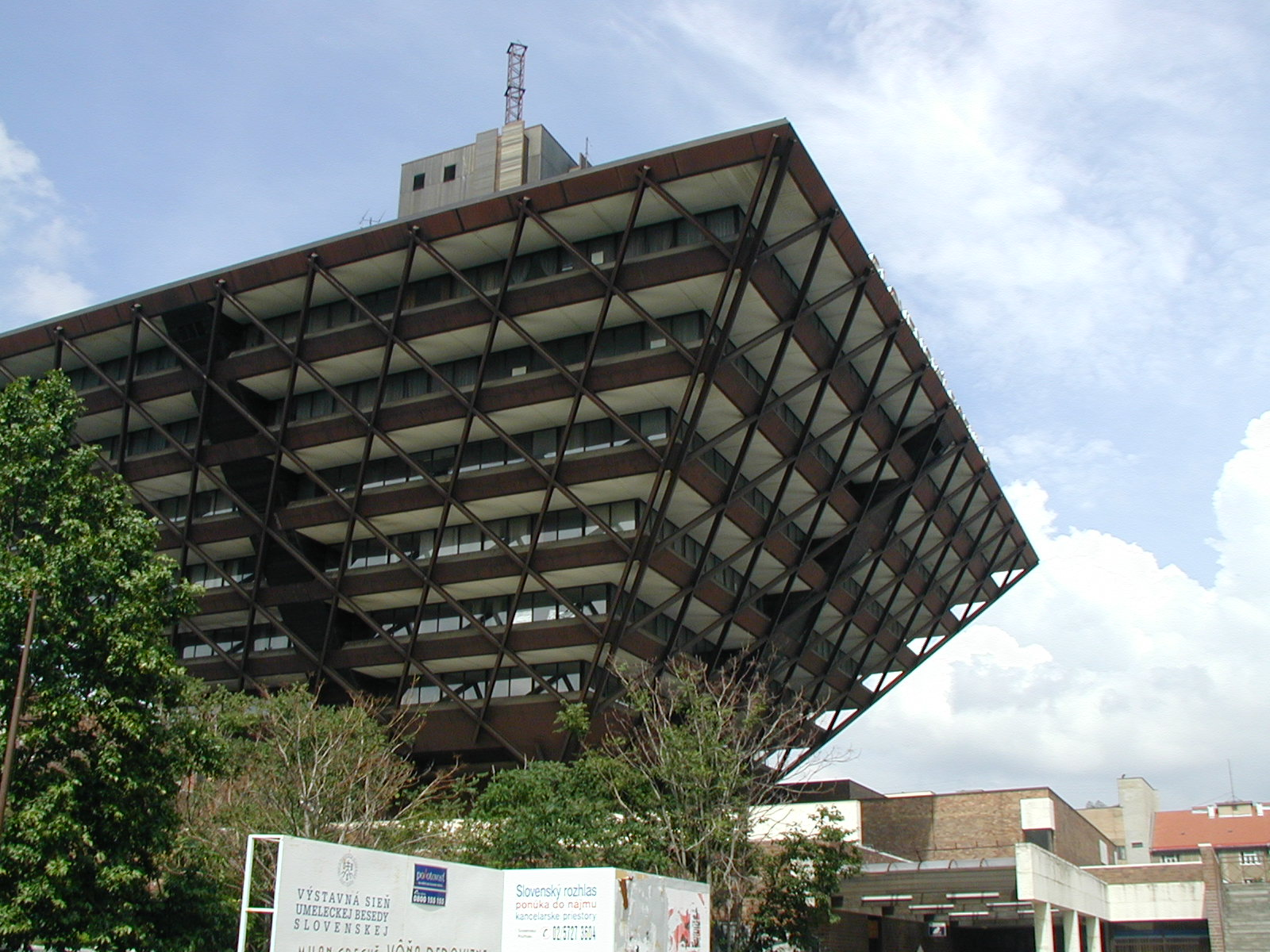
Seu central de Slovenský rozhlas.

Actualment, Slovenský rozhlas posseeix sis canals de ràdio:
- SRo 1 - Rádio Slovensko
- SRo 2 - Rádio Regina
- SRo 3 - Rádio Devín
- SRo 4 - Rádio FM
- SRo 5 - Rádio Patria
- SRo 6 - Ràdio Eslovàquia Internacional

A més de tres canals digitals:
- SRo 7 - Rádio Klasika (música clàssica)
- SRo 8 - Rádio Litera (radionovel·la)
- SRo 9 - Rádio Junior (infantil)